# Iniciativa Estudiantil Internacional por el Pruralismo en Economía
La Iniciativa Estudiantil Internacional por el Pluralismo en Economía (ISIPE por sus siglas en inglés: International Student Initiative for Pluralist Economics) es una alianza de grupos de estudiantes universitarios y de asociaciones de economistas de varios países, que luchan por una reforma de la enseñanza de la Economía y la investigación económica.

## Enfoque
Fundada a principios de 2014, la Iniciativa reúne a varios grupos organizados que habían operado previamente en el ámbito local o nacional. El argumento a favor del pluralismo en la economía ya había sido hecha por iniciativas similares, como la "súplica de 1992", organizada por la Fundación para el Desarrollo Económico Europeo FEED. La crisis económica internacional desde 2007-2008 y sus consecuencias dieron un nuevo impulso, con varias organizaciones fundadas desde entonces.
Según la Iniciativa, en la segunda mitad del siglo XX, el estudio de la economía llegó a ser dominado cada vez más por un enfoque teórico fundamentalmente uniforme, monolítico, ortodoxo, neoliberal, que se convirtió en paradigma dominante, hegemónico, quedando marginados en la educación y la investigación las teorías alternativas.
La ISIPE argumenta a favor de una reorientación del estudio de la Economía hacia el pluralismo en los programas universitarios, así como de la actividad de investigación, que implica una mayor atención por los acontecimientos reales, la inclusión y la igualdad de trato de los enfoques heterodoxos, una mayor interdisciplinariedad, así como una mayor conciencia de las cuestiones metodológicas, un mayor interés por la historia del pensamiento económico, y por la historia económica.

## Manifiesto
ISIPE lanzó un manifiesto internacional el 5 de mayo de 2014, el cual tomó la forma de una carta abierta, firmada por 42 grupos de estudiantes en 19 países.
El lanzamiento del manifiesto internacional fue recibido con una gran repercusión mediática en varios países. Para el 29 de mayo de 2014, 2.400 personas en 99 países, en su mayoría procedentes del mundo académico, se han inscrito su apoyo.
Desde la publicación del manifiesto, la iniciativa ha crecido de manera significativa, que comprende ahora 65 grupos de estudiantes procedentes de 30 países.

## Alineación política
El ISIPE se propone ser políticamente neutral, ya que su objetivo no es promover un punto de vista o metodología particular, sino promover la idea de que es necesario analizar múltiples puntos de vista y múltiples metodologías y que el pluralismo y el debate son una algo muy bueno. Mientras que algunos de los asociados al movimiento están interesados en determinadas ramas de la economía, el movimiento mismo tiene como objetivo promover el pensamiento económico no ortodoxo en general. De hecho, la Iniciativa exige incluir en el currículo de la economía, además de las teorías neoclásicas frecuentemente enseñadas, las diferentes teorías excluidas en muchas universidades, tales como las clásicas, keynesianas, institucionalistas, ecológicas, feministas, marxistas y austríacas, lo que representa incluir hasta los polos opuestos del espectro político.